# Prima guerra servile
La prima guerra servile si svolse tra il 136 a.C. e il 132 a.C. in Sicilia orientale, con base centrale nella città-roccaforte di Enna, tra gli schiavi siciliani capeggiati da Euno e Cleone di Cilicia e l'esercito romano dell'isola. La guerra trasse origine dalle condizioni misere in cui versavano gli schiavi sin dalla fine della dominazione cartaginese. La scintilla fu la ribellione di Haenna.

## Casus belli
Nel 146 a.C. Cartagine era stata definitivamente distrutta e rasa al suolo da Scipione l'Emiliano. Il ricordo dell'egemonia cartaginese in terra di Sicilia era oramai lontano, poiché sin dalla fine della prima guerra punica i Cartaginesi avevano cessato ogni influenza e sfruttamento dell'isola.
Sotto il governo della repubblica romana l'isola, assai fertile, caratterizzata da un clima mite e in posizione centrale nel Mediterraneo per gli scambi commerciali, viveva decenni di vero e proprio boom economico, grazie soprattutto alla ricchezza che le proveniva dall'esportazione dei suoi prodotti agricoli pregiati, soprattutto grano e vino. Tale stato di fatto aveva favorito la nascita di un ceto aristocratico benestante locale dedito allo sfruttamento estensivo (latifondo) della terra, ma anche delle cave e miniere presenti nell'isola. L'agricoltura, la pastorizia e le miniere richiedevano la disponibilità di un'ingente manodopera, che era reperita facilmente e a buon mercato sui mercati di schiavi, ben forniti grazie alle guerre di conquista che Roma aveva condotto e stava conducendo in quel periodo, soprattutto in Oriente.

## Guerra

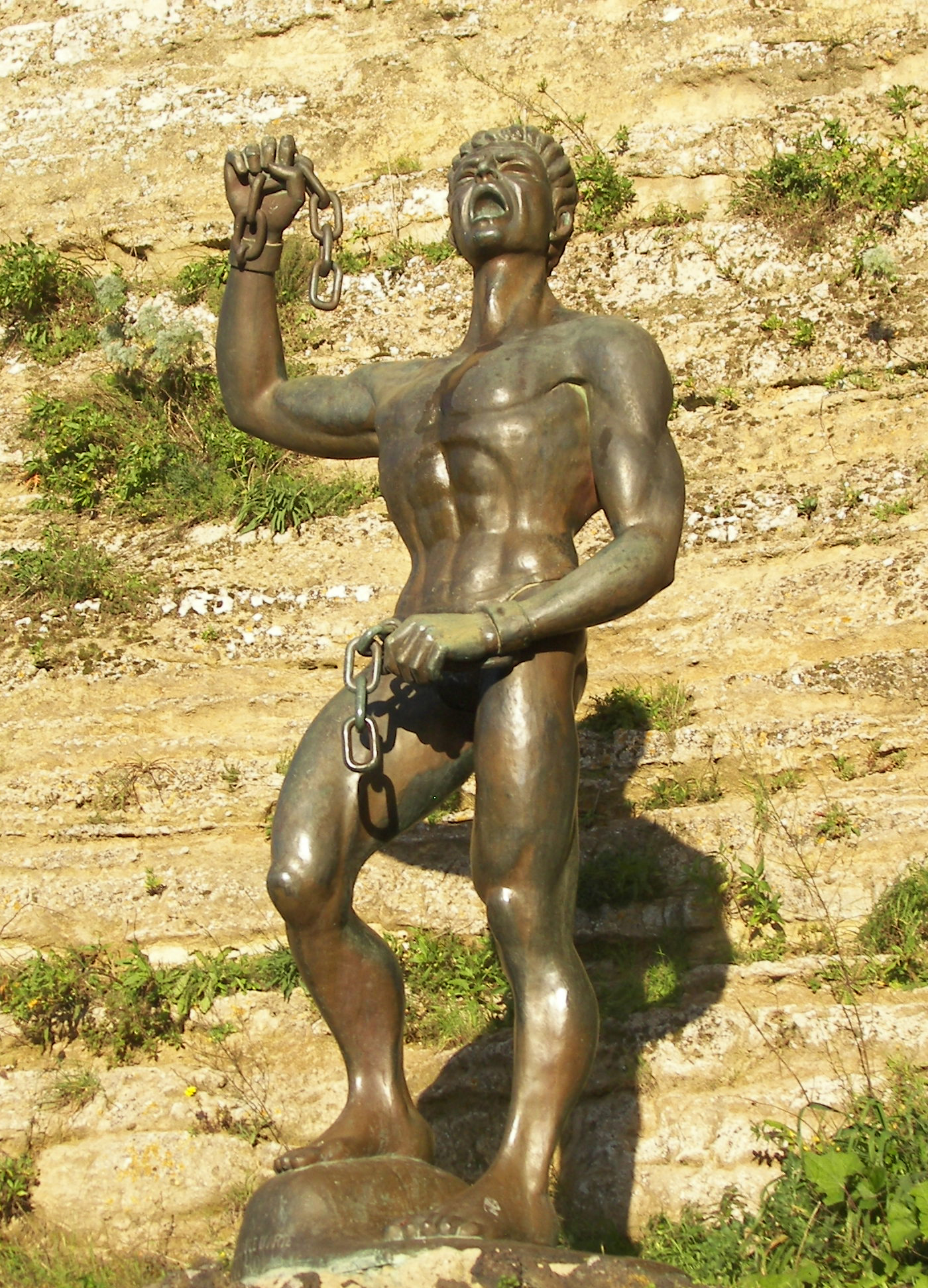
Statua raffigurante Euno

Euno era uno schiavo del nobile ennese Antigono ed era originario della Siria. Si credeva che fosse un profeta ed egli stesso raccontava di potere vedere il futuro: sosteneva anche che un giorno sarebbe diventato re.
136 a.C.
Alla testa di 400 schiavi iniziò la ribellione, entrando ad Haenna e facendo strage di nobili. La vittoria nella città fece sollevare altri 6000 schiavi della zona, che proclamarono re Euno con il nome di Antioco e iniziarono a razziare le campagne. Le gesta del piccolo esercito arrivarono all'orecchio di Cleone, che raccolse altri 14 000 schiavi, li unì alle truppe di Euno-Antioco e fu nominato generale. I romani cercarono di contrastare gli schiavi, ma inizialmente persero tutte le battaglie.
135 a.C.
L'esercito degli schiavi conquistò Catana e poi Tauromenium, che venne scelta come un sicuro caposaldo.
134 a.C.
Gli insorti, sconfitti in ordine i pretori Manlio, Lentulo, Ipseo, costrinsero Roma a prendere più seriamente la situazione e a inviare finalmente un console. Il prescelto fu Gaio Fulvio Flacco.
133 a.C.
Il console non riuscì a impedire ai ribelli, che contavano ormai quasi duecentomila uomini, di assediare Messana (odierna Messina). Il comando passò allora al neo-console Lucio Calpurnio Pisone, che con un nuovo e più forte esercito, sconfisse pesantemente i ribelli nell'ultimo assalto alla città, costringendoli alla ritirata.
132 a.C.
Gli schiavi furono assediati da Publio Rupilio a Tauromenium. Essi riuscirono a difendersi a lungo, sopportando anche la fame, addirittura abbandonandosi al cannibalismo, poiché si cibarono dapprima dei bambini, poi delle donne, e, quindi, gli uni degli altri, e cedettero soltanto quando uno dei loro capi, Serapione, tradendo i compagni, lasciò prendere la roccaforte. Tutti gli schiavi catturati furono, come la legge romana statuiva, torturati e poi uccisi, in questo caso scaraventandoli dalle rupi del promontorio di Tauromenium. Poco dopo il pretore Perperna avanzò su Haenna, dove si erano rifugiati Euno e Cleone: la città tornò nelle mani dei romani, che catturarono il re e uccisero il suo generale. Diodoro Siculo ricorda che Euno venne imprigionato a Morgantina, che si era ribellata come Haenna. Gli schiavi rimasti furono ben presto sconfitti. Circa 20000 furono uccisi e gli altri furono ridotti in una condizione ancora più misera rispetto all'inizio della guerra. Inoltre venne promulgata la Lex Rupilia, che riorganizzava sul piano giuridico il rapporto tra le città siciliane (e il loro territorio) e lo stato romano.

## Conclusioni
Le guerre servili ebbero per teatro, a più riprese, solo l'Italia romana, a causa delle durissime e crudeli condizioni di trattamento riservate a queste enormi torme di schiavi che i proprietari terrieri, siciliani e italici, sfruttavano fino alla morte per la coltivazione dei latifondi, per la pastorizia, nelle cave e nelle miniere.
Gli sventurati erano marchiati a fuoco, incatenati e gettati in prigioni oppure sottoposti a fatiche massacranti, forniti di scarso cibo e indumenti per coprirsi, di fatto indotti, soprattutto quelli più giovani e destinati a fare da pastori, alla pratica del brigantaggio per procurarsi cibo e vestiti. In un primo tempo questa piaga era contenuta, ma con il passare del tempo e l'ingrossarsi delle file degli schiavi, soprattutto mediorientali, essa divenne dilagante, giacché gli schiavi presero a riunirsi per bande, che iniziarono dapprima ad assaltare e saccheggiare casolari isolati nelle campagne, uccidendo chiunque si opponesse loro, in un secondo momento a prendere d'assalto i villaggi e poi le cittadine, seminando morte, terrore e distruzione.
Diodoro Siculo, nella sua opera Biblioteca Storica (tra il 34 e il 35 a.C.) è testimone storico autentico di quanto accadde e adduce espressamente la responsabilità di quanto accadde alla stoltezza e cecità dei padroni degli schiavi, ma anche alla presa di coscienza da parte di questi ultimi di quale sarebbe stata, comunque, la loro vita e che, quindi, era preferibile per loro tentare la sorte e vivere almeno per qualche tempo liberi e nell'abbondanza di cibo, piuttosto che ridotti in catene e destinati a rapida morte sicura.
Questi i presupposti che spiegano il divampare di violenze e stragi orribili: da un lato per vendicarsi dei padroni, dall'altro per ripristinare l'ordine pubblico a qualsiasi costo. Infatti va ricordato che per la legge e la consuetudine romana era prassi della procedura criminale torturare gli schiavi e infliggere loro esecuzioni capitali esemplari e crudeli (che erano risparmiate agli uomini di stato libero), anche di massa, specie in caso di sedizione, come la crocifissione.
Esplosioni e moti di rivolta di questa entità non si verificarono altrove, per esempio in Grecia, poiché lì la presenza di schiavi e il loro utilizzo nei campi o in altri lavori umili era sempre stata piuttosto contenuta e, comunque, non oggetto dei maltrattamenti praticati abitualmente nel mondo romano.